# Flow (játék)
A Flow egy egyszemélyes absztrakt puzzle táblás játék. A győzelemhez az összes azonos színű korongot össze kell kötni egymással.

## Nézet
A játék egy négyzet arányosan felosztott mezejű (pl. 8×8-as) táblán zajlik, néhány mezőn színes korongok vannak elhelyezve, mindegyikből 2 db.

## Szabályok
A mezőkben látható azonos színű korongokat kell összekötni egymással. Az összekötött színek útvonalai nem keresztezhetik egymást, nem maradhat üresen hagyott mező, és csak függőlegesen és vízszintesen lehet haladni.